# میهن‌پرست (فیلم ۲۰۰۰)
میهن‌پرست (به انگلیسی:The Patriot) یک فیلم جنگی تاریخی به کارگردانی رولند امریش و نویسندگی رابرت رودات و با نقش آفرینی مل گیبسون، کریس کوپر، هیث لجر، جیسون ایساکس است. میهن‌پرست ساختهٔ شرکت فیلم‌سازی سنتروپولیس بوده و توسط کلمبیا پیکچرز پخش شده‌است. این فیلم به‌طور عمده در مناطق روستایی شهرستان یورک، کارولینای جنوبی ساخته شده‌است.
میهن‌پرست رویدادهای واقعی جبهه جنوبی جنگ انقلاب آمریکا را روایت می‌کند، اما به خاطر به تصویر کشیدن جنایات برخی از چهره‌های تاریخی جنجال‌برانگیز شد.

## داستان
در ایالت کارولینای جنوبی در قرن ۱۸، «بنجامین مارتین» (مل گیبسون) ۷ فرزند دارد. «گابریل»، فرزند بزرگ او، برخلاف میل پدر و افکار او در مورد جنگ، به نیروی ارتش آمریکا می‌پیوندد. گابریل، پس از زخمی شدن در نبرد، به خانه برمی‌گردد. در جنگِ کارولینای جنوبی در سال ۱۷۷۶ دو پسر بنجامین مارتین توسط کت‌قرمزهای ارتش انگلیس کشته می‌شوند. هرچند که بنجامین مخالف جنگ بود، مجبور می‌شود در جنگ شرکت کند و به‌عنوان فرمانده شبه‌نظامی‌ها با انگلیس به مقابله بپردازد.

## بازیگران
- مل گیبسون در نقش کاپیتان/سرهنگ بنجامین مارتین
کهنه سرباز جنگ فرانسویان و سرخپوستان، پدر بیوه هفت فرزند، بر اساس ترکیبی از شخصیت‌های تاریخی شامل توماس سومتر، دانیل مورگان، ناتانیل گرین، اندرو پیکنز و فرانسیس ماریون.[۳]
- جولی ریچاردسون در نقش شارلوت سلتون
خواهر زن و همسر بعدی بنجامین. او صاحب مزرعه‌ای است که توسط انگلیسی‌ها سوزانده شده‌است. او از فرزندان بنیامین در حین جنگ مراقبت می‌کند.
- هیث لجر در نقش سرجوخه گابریل ادوارد مارتین
بزرگ‌ترین فرزند بنجامین و شوهر آن هاوارد. او تصمیم می‌گیرد برخلاف میل پدرش به ارتش قاره‌ای بپیوندد.
- لیسا برنر در نقش آن پاتریشیا هاوارد
دوست دوران کودکی و عشق گابریل.
- گرگوری اسمیت در نقش توماس مارتین
پسر دوم بنجامین، او نیز مانند گابریل مشتاق جنگ در جنگ است، اما بنجامین می‌گوید به دلیل سنش باید منتظر بماند. او در اعتراض به دستگیری گابریل توسط تاوینگتون مورد اصابت گلوله قرار می‌گیرد و کشته می‌شود.
- تره‌ور مورگن در نقش ناتان مارتین
پسر سوم، او و ساموئل در اطراف مزرعه کمک می‌کنند.
- برایان چافین در نقش ساموئل مارتین
پسر چهارم، او معمولاً در حال کمک به ناتان در اطراف مزرعه دیده می‌شود.
- میکا بورم در نقش مارگارت «مگ» مارتین
دختر بزرگتر بنجامین، او اغلب در حال مراقبت از خواهر و برادر کوچکترش دیده می‌شود.
- لوگان لرمن در نقش ویلیام مارتین، پنجمین و کوچک‌ترین پسر بنجامین.
- اسکای مک‌کول بارتوزیاک در نقش سوزان مارتین
کوچک‌ترین از هفت فرزند بنجامین، در ابتدا صحبت نمی‌کند، که ممکن است واکنشی پس از سانحه به مرگ مادرشان الیزابت باشد.
- جیسون آیزکس در نقش سرهنگ ویلیام تاوینگتون
فرمانده وحشی و روان پریش اژدهای سبز. شخصیت بر اساس بناستر تارلتون است.[۳]
- کریس کوپر در نقش سرهنگ/سرتیپ هری بورول
یکی از افسران فرماندهی بنجامین در جنگ فرانسویان و سرخپوستان و سرهنگ ارتش قاره‌ای. او در سال ۱۷۷۵ در نبرد بانکرهیل جنگید. این شخصیت بر اساس سرهنگ دوم هنری لی سوم است.
- چکی کاریو در نقش سرگرد ژان ویلنوو
یک افسر فرانسوی که شبه نظامیان مارتین را آموزش می‌دهد، او از مارتین به خاطر نقشش در جنگ فرانسویان و سرخپوستان کینه‌ای به دل می‌گیرد، اما با هم دوست صمیمی می‌شوند.
- رنی اوبرژنوا در نقش کشیش الیور
وزیر پمبروک که داوطلبانه با شبه نظامیان مبارزه می‌کند.
- تام ویلکینسون در نقش سپهبد چارلز کورن‌والیس
ژنرال ارتش بریتانیا.
- دانل لوگ در نقش دن اسکات
یکی از یاران بنجامین.
- پیتر وودوارد در نقش سرتیپ چارلز اوهارا
دومین فرمانده کورنوالیس.
- لئون ریپی در نقش جان بیلینگز
یکی از همسایگان و قدیمی‌ترین دوستان بنجامین که به شبه نظامیان می‌پیوندد. او یکی از ۱۸ مردی است که به فورت کارولینا برده شده و بعداً توسط بنجامین آزاد شد.
- آدام بالدوین در نقش کاپیتان جیمز ویلکینز
افسر شبه نظامی وفادارماندگان که توسط کاپیتان بوردون در اژدهای سبز استخدام شد.
- جی آرلن جونز در نقش اوکام
برده سیاه‌پوستی که برای جنگ به جای اربابش فرستاده می‌شود.
- جوی دی ویرا در نقش پیتر هاوارد
پدر آن هاوارد.
- تری لامان در نقش ژنرال جرج واشینگتن.
- اندرو استال در نقش ژنرال ناتانیل گرین.
- گراهام وود در نقش ستوان بریتانیایی.

## جوایز
- کاندیدای اسکار بهترین موسیقی متن
- کاندیدای اسکار بهترین صدا
- کاندیدای اسکار بهترین فیلمبرداری